# Sean Connery
Sir Thomas Sean Connery (Edimburgo, 25 agosto 1930 – Nassau, 31 ottobre 2020) è stato un attore e produttore cinematografico scozzese, vincitore di un Premio Oscar, tre Golden Globe (compreso l'Henrietta Award e quello alla carriera) e due Premi BAFTA.
Raggiunse la celebrità negli anni sessanta grazie al personaggio di James Bond del quale è stato il primo interprete cinematografico da Licenza di uccidere (1962) a Si vive solo due volte (1967), e poi ancora (dopo l'intermezzo de Al servizio segreto di Sua Maestà, in cui Bond fu interpretato da George Lazenby), in Una cascata di diamanti del 1971; la sua incarnazione dell'agente 007 nell'omonima saga è riconosciuta dalla quasi unanimità della critica e del pubblico come la migliore in assoluto, diventando il simbolo del personaggio nato dalla penna di Ian Fleming. In questo periodo lavorò anche con Alfred Hitchcock in Marnie (1964) e Sidney Lumet in La collina del disonore (1965).
In seguito prese parte a celebri film tra cui Highlander - L'ultimo immortale (1986), Il nome della rosa (1986), per il quale vinse il BAFTA al miglior attore protagonista, Indiana Jones e l'ultima crociata (1989) e Caccia a Ottobre Rosso (1990). Interpretò personaggi più complessi in pellicole drammatiche come Scoprendo Forrester (2000). È noto anche per l'interpretazione dell'incorruttibile poliziotto irlandese Jimmy Malone in The Untouchables - Gli intoccabili (1987), per il quale vinse l'Oscar al miglior attore non protagonista e un Golden Globe per il miglior attore non protagonista.
Il suo ultimo ruolo cinematografico fu quello di Allan Quatermain ne La leggenda degli uomini straordinari (2003). Nel 2005 tornò a interpretare James Bond nel videogioco Dalla Russia con amore, tratto dall'omonimo film del 1963. Nel 2006, dopo aver ricevuto il Lifetime Achievement Award, annunciò il ritiro dalle scene, anche se nel 2012 tornò alla recitazione per dare la voce al protagonista del film d'animazione scozzese Sir Billi, di cui fu anche produttore esecutivo.

## Biografia

### Le origini
Nacque a Fountainbridge, un sobborgo di Edimburgo, il 25 agosto 1930 da Joseph Connery, un contadino e camionista scozzese figlio di immigrati irlandesi, e da Euphemia "Effie" McBain, una cameriera scozzese. Aveva un fratello minore, Neil, anch'egli attore. All'età di undici anni iniziò a prendere lezioni di danza; a sedici decise di lasciare la scuola e di arruolarsi nella Marina militare del Regno Unito. A questo periodo risalgono due particolari tatuaggi che si fece apporre sul braccio destro: Scotland Forever ("Scozia per sempre") e Mom & Dad ("Mamma & Papà"). La sua esperienza nella Royal Navy si interruppe nel 1950, quando non superò le visite mediche per una grave ulcera gastrica, e fu quindi congedato.

### Gli inizi

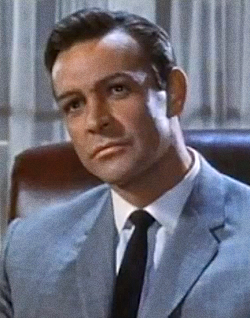
Sean Connery in Marnie (1964)

Connery esercitò allora svariati mestieri, tra cui il bagnino, il muratore, il lavapiatti, il verniciatore di bare, la guardia del corpo e infine il modello. All'età di diciannove anni posò nudo per l'Edinburgh College of Art, e iniziò a manifestare quella che inizialmente sembrò una sfortuna, la precoce calvizie, caratteristica che in seguito contribuì ad aumentare il suo fascino maturo.
All'inizio degli anni cinquanta iniziò a farsi conoscere sulle scene inglesi: dopo diverse piccole parti in ambito teatrale, nel 1951 prese parte al musical South Pacific, in scena a Londra. Grazie al fisico slanciato e atletico, all'alta statura (189 cm) e allo sguardo ammaliante, partecipò con il nome di Tom Connery al concorso di Mister Universo 1953 della NABBA nella categoria "Tall Men", senza però riuscire a qualificarsi tra i sei finalisti. Fu comunque un ulteriore passo verso il suo definitivo ingresso nel mondo dello spettacolo, che iniziò con piccole parti in produzioni televisive e in pellicole cinematografiche che gli procurarono una discreta notorietà come Il bandito dell'Epiro (1957) di Terence Young, Estasi d'amore - Operazione Love (1958) di Lewis Allen, con protagonista Lana Turner, e Darby O'Gill e il re dei folletti (1959) di Robert Stevenson, prodotto da Walt Disney.

### Il grande successo con James Bond

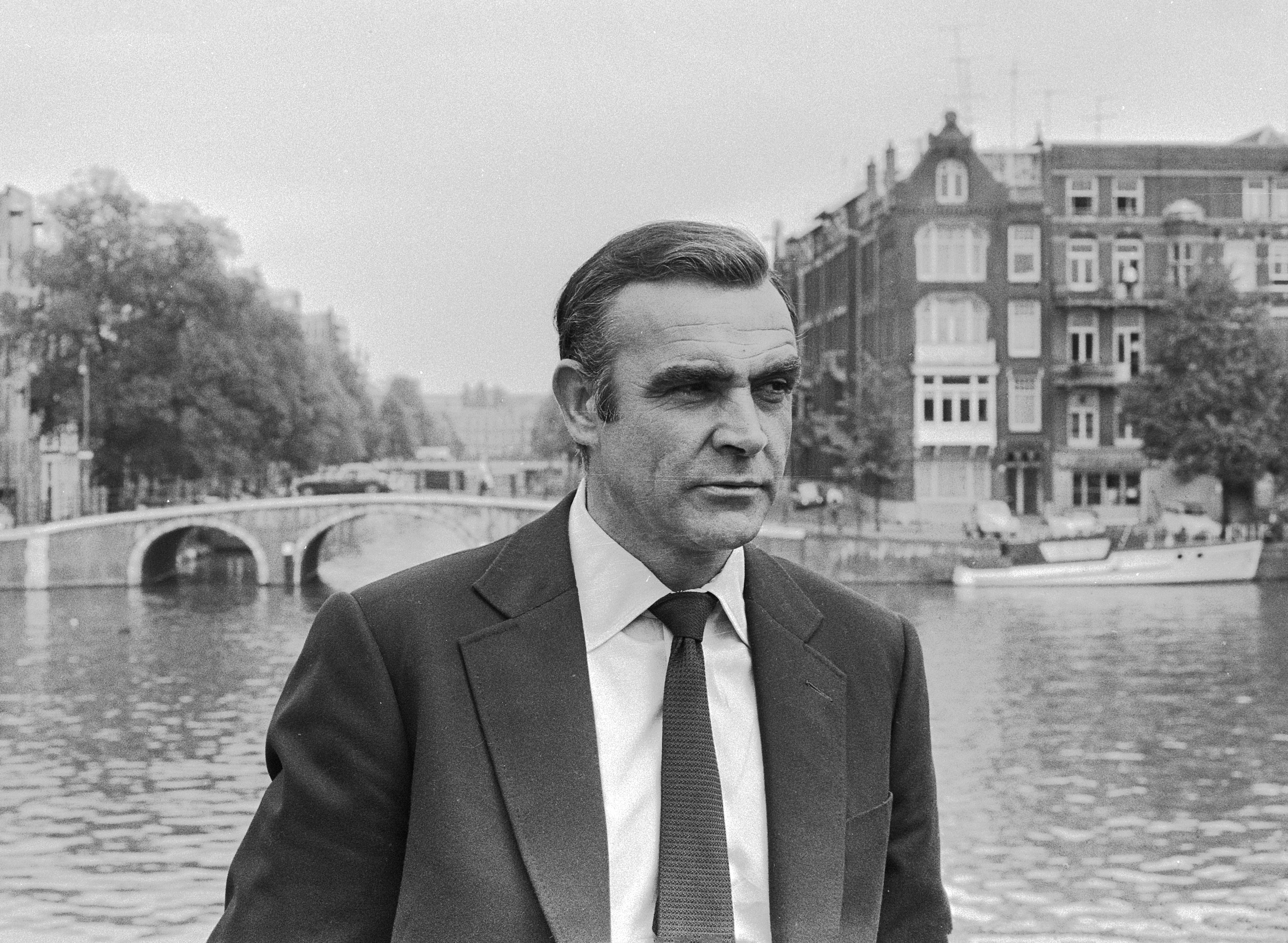
Sean Connery sul set di Agente 007 - Una cascata di diamanti (1971)

La decisiva svolta professionale per Connery giunse nel 1962, quando Albert Broccoli e Harry Saltzman lo scelsero per interpretare James Bond, nome in codice 007, l'agente segreto britannico protagonista dei romanzi di Ian Fleming, ruolo che ricoprì in sette pellicole fino al 1971 (compresa una non ufficiale nel 1983). Per esigenze imposte dai produttori, Connery fu costretto a indossare un toupet per celare la calvizie, nel timore che un capo scoperto avrebbe nociuto al fascino del personaggio di Bond; l'attore ne farà tuttavia uso anche in film successivi come Marnie (1964) e in varie altre pellicole, fino ai primi anni ottanta.
Nuovamente diretto da Terence Young, Connery si dimostrò perfetto per quel ruolo, sia dal punto di vista fisico sia dal punto di vista caratteriale: astuto, elegante, freddo, seducente, sarcastico, in breve divenne uno dei più celebri sex symbol del pianeta. Curiosamente, qualche tempo prima aveva partecipato a un concorso, indetto dal giornale London Express per scegliere il futuro James Bond cinematografico, ma si era classificato solo al 3º posto. Il primo film, Agente 007 - Licenza di uccidere ottenne un successo strepitoso e convinse Connery a vestire ancora i panni dell'agente segreto per altre quattro pellicole, ovvero A 007, dalla Russia con amore (1963), Agente 007 - Missione Goldfinger (1964), Agente 007 - Thunderball (Operazione tuono) (1965) e Agente 007 - Si vive solo due volte (1967): tutte ebbero uno straordinario successo sia di incassi sia di critica.
Interpretò il ruolo di 007 fino al 1967, quando durante le riprese del quinto film Agente 007 - Si vive solo due volte di Lewis Gilbert, Connery decise di abbandonare il personaggio, preoccupato della sua identificazione solo con l'agente segreto. Verrà sostituito da George Lazenby nel successivo film Agente 007 - Al servizio segreto di Sua Maestà (1969) di Peter R. Hunt.
Nel 1971, dopo lunghe e complesse trattative causate dalle insistenze della produzione e dalle recensioni negative del pubblico su Lazenby, Connery riprese il ruolo nel film Agente 007 - Una cascata di diamanti di Guy Hamilton, raggiungendo un accordo con i produttori; dopo il successo della pellicola il suo addio divenne definitivo, passando così il testimone a Roger Moore. Tuttavia nel 1983 tornerà nuovamente sui suoi passi grazie al compenso record per il film Mai dire mai di Irvin Kershner, un remake - fuori dal ciclo ufficiale - di Agente 007 - Thunderball (Operazione tuono), già interpretato da Connery nel 1965.

### Dopo 007

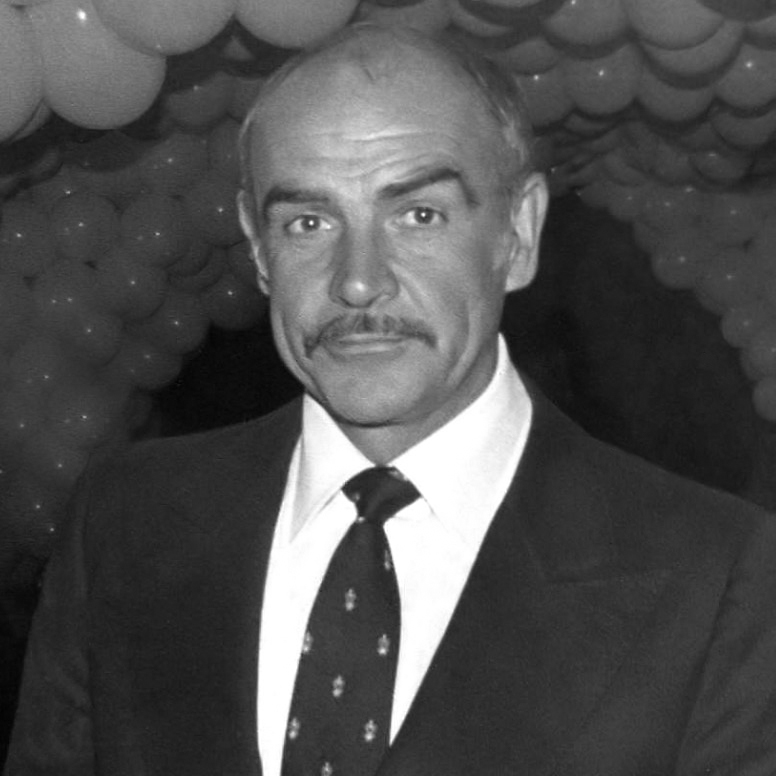
Sean Connery all'Open Gate Club a Roma nel 1980

Connery evitò comunque di rimanere intrappolato in un unico ruolo, dimostrando capacità e versatilità in ruoli differenti e impegnativi, con registi prestigiosi come Sidney Lumet, Alfred Hitchcock e John Huston. Il primo di questi ruoli fu in Marnie (1964) di Alfred Hitchcock, dove Connery interpretò la parte di un uomo flemmatico che deve far fronte ai gravi problemi psicologici della donna amata (Tippi Hedren). Nello stesso anno affiancò Gina Lollobrigida nel film La donna di paglia di Basil Dearden, dove vestì i panni dell'ambiguo Anthony Richmond. L'anno dopo recitò in La collina del disonore, diretto da Sidney Lumet, in cui esordì abilmente anche nel genere carcerario, mentre fu protagonista della commedia Una splendida canaglia (1966) di Irvin Kershner, al fianco di Joanne Woodward e Jean Seberg, che però non riscosse il successo sperato. Nel 1968 recitò insieme con Brigitte Bardot nel western Un uomo chiamato Shalako di Edward Dmytryk, ma anche questa pellicola non convinse pienamente la critica.

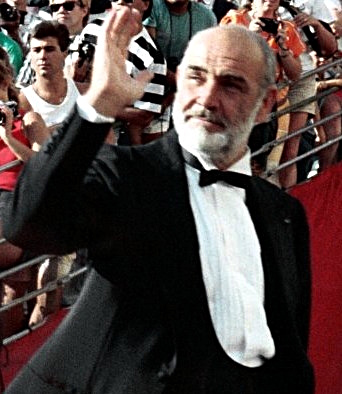
Sean Connery ai Premi Oscar 1988

Dopo un periodo di pausa ritornò sul grande schermo nel 1970 con I cospiratori di Martin Ritt, dramma storico-politico in cui recitò accanto a Richard Harris e Samantha Eggar, e con Rapina record a New York di Sidney Lumet, una delle sue migliori interpretazioni. Nel 1972 apparve in due delle migliori pellicole della sua filmografia: Riflessi in uno specchio scuro ancora di Lumet, dove interpretò un violento e sadico commissario di polizia, e soprattutto Zardoz di John Boorman, riconosciuto come uno dei migliori film di fantascienza degli anni settanta. Nel 1974 collaborò nuovamente con Lumet in Assassinio sull'Orient-Express, tratto dal giallo di Agatha Christie, nel quale vestì i panni del ligio colonnello Arbuthnot. Dopo alcune pellicole di minore importanza, come Ransom: stato di emergenza per un rapimento (1974) di Caspar Wrede, apparve in L'uomo che volle farsi re (1975) di John Huston, a fianco di Michael Caine, ove interpretò un eccentrico e visionario avventuriero, mentre in Robin e Marian (1976) di Richard Lester, accanto a Audrey Hepburn, interpretò il ruolo dell'anziano e vulnerabile eroe. Nel 1975 John Milius lo diresse ne Il vento e il leone, che ottenne un grande successo. Dopo Il prossimo uomo (1976) di Richard C. Sarafian, partecipò al film di guerra Quell'ultimo ponte (1977) di Richard Attenborough, per poi chiudere il decennio con l'avventuroso 1855 - La prima grande rapina al treno (1979) di Michael Crichton e il kolossal Meteor (1979).
Gli anni ottanta iniziarono con il fantascientifico Atmosfera zero (1981) di Peter Hyams, dove interpretò uno sceriffo federale mandato nello spazio per indagare su alcune morti sospette: il film ebbe un discreto successo di incassi, ma la critica lo accolse tiepidamente. Più fortuna ebbe il successivo I banditi del tempo (1981) di Terry Gilliam, ancora una volta nel pieno della fantascienza ma con l'aggiunta di un lato ironico. Nel 1982 fu protagonista del drammatico Cinque giorni una estate di Fred Zinnemann, mentre si trovò a suo agio in Highlander - L'ultimo immortale (1986) e Highlander II - Il ritorno, accanto a Christopher Lambert.

### L'Oscar e la definitiva consacrazione

Sean Connery a Cinecittà nel 1985 sul set de Il nome della rosa

Il grande consenso della critica arrivò con l'interpretazione di Guglielmo da Baskerville, il monaco enigmatico ma razionale del film Il nome della rosa (1986) di Jean-Jacques Annaud, tratto dall'omonimo romanzo scritto da Umberto Eco. Il film ottenne un consenso straordinario in tutto il mondo e Connery vinse il Premio BAFTA come miglior attore, dando vita a quella che diverrà una delle più celebri interpretazioni della sua carriera. Con il film The Untouchables - Gli intoccabili (1987) di Brian De Palma, Connery ottenne la definitiva consacrazione grazie al ruolo di Jimmy Malone, incorruttibile poliziotto e difensore della giustizia, accanto a Kevin Costner, Robert De Niro e Andy García. Per questa interpretazione ottenne un premio Oscar e un Golden Globe nella categoria miglior attore non protagonista.

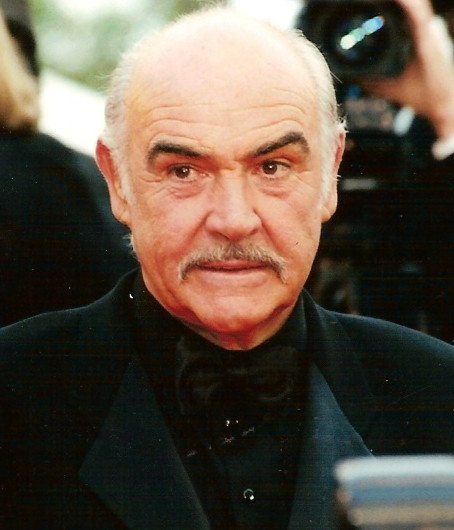
Sean Connery nel 1999

Seguirono il thriller Il presidio - Scena di un crimine (1988) di Peter Hyams, mentre nel 1989 apparve in Sono affari di famiglia, diretto nuovamente da Sidney Lumet, con Dustin Hoffman e Matthew Broderick, nel ruolo di un affascinante e astuto ladro, mentre in Indiana Jones e l'ultima crociata di Steven Spielberg, con Harrison Ford, interpretò il padre del protagonista. Ne La casa Russia (1990), diretto da Fred Schepisi e tratto dall'omonimo romanzo di John le Carré, interpretò l'anticonformista editore/clarinettista Bartholomew 'Barley' Scott Blair, che viene coinvolto insieme con Michelle Pfeiffer in un'intricata spy-story internazionale ambientata a Mosca. Sempre nel 1990 vestì i panni di Marko Ramius, comandante del sottomarino sovietico Ottobre Rosso in Caccia a Ottobre Rosso diretto da John McTiernan. L'anno dopo, con un cameo di pochi secondi alla fine della pellicola, prese parte al film Robin Hood - Principe dei ladri di Kevin Reynolds, interpretando Riccardo Cuor di Leone. Nel 1994 prese parte al film Il primo cavaliere, con Richard Gere e Julia Ormond, dove interpretò Re Artù, mentre fu un elegante ma spietato ex agente segreto britannico, ingiustamente imprigionato negli Stati Uniti, nell'avventuroso The Rock (1996) di Michael Bay. Vestì di nuovo i panni di un ladro, complice di Catherine Zeta-Jones, in Entrapment (1999) di Jon Amiel.
Nel 2000 co-produsse e interpretò Scoprendo Forrester di Gus Van Sant, nel quale fu un vecchio e introverso scrittore. Ebbe la nomina a Sir (baronetto) nel 2002. Nel 2003 fu protagonista e co-produttore esecutivo ne La leggenda degli uomini straordinari di Stephen Norrington, ispirato al fumetto La Lega degli Straordinari Gentlemen e in cui interpretò un anziano Allan Quatermain. A posteriori, lo stesso Connery affermò che la disastrosa esperienza di questo film lo portò a riflettere sullo stato dell'industria cinematografica e lo convinse a ritirarsi dalle scene. L'attore scozzese commentò dicendosi "stufo di avere a che fare con degli idioti".

### Il ritiro e gli ultimi anni

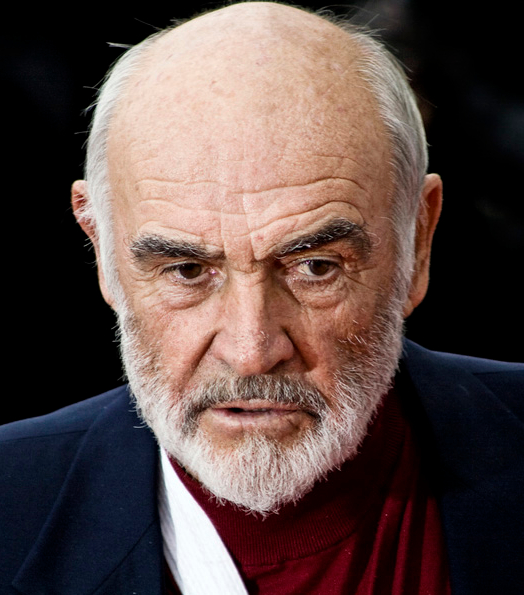
Sean Connery all'Edinburgh International Film Festival 2008

Nel 2005 Connery affermò in un'intervista a The New Zealand Herald di volersi ritirare dalla recitazione; nella stessa intervista rivelò di aver rifiutato il ruolo di Gandalf nella trilogia Il Signore degli Anelli perché non l'aveva "mai capito" e di Albus Silente nella saga di Harry Potter perché non credeva nel progetto. Quello stesso anno tornò un'ultima volta nei panni di James Bond, prestando voce e fattezze al personaggio nel videogioco Dalla Russia con amore, tratto dall'omonimo film. Nel 2012 diede voce al protagonista del film d'animazione Sir Billi, di cui fu anche produttore esecutivo, in quella che fu la sua ultima interpretazione.
Sean Connery è morto il 31 ottobre 2020, all'età di 90 anni, presso la sua residenza di Nassau, nelle isole Bahamas. La morte è stata annunciata dalla sua famiglia e dalla EON Productions, casa produttrice della saga di 007. Il giorno successivo, la moglie di Connery, Micheline Roquebrune, rivelò che l'attore aveva sofferto di demenza senile nei suoi ultimi anni. Dopo il funerale in forma privata, il corpo fu cremato come da ultime volontà dell'attore. Il certificato di morte di Connery è stato ottenuto da TMZ.com un mese dopo la sua morte, e mostra che la causa del decesso è stata polmonite e insufficienza respiratoria. Il suo corpo è stato cremato e le ceneri sono state sparse in Scozia in luoghi non divulgati nel 2022.
Dopo l'annuncio della morte, molti personaggi dell'industria cinematografica gli hanno reso omaggio, tra cui Sam Neill, Nicolas Cage, Robert De Niro, Diana Ross, Tippi Hedren, Alec Baldwin, Hugh Jackman, George Lucas, Shirley Bassey, Kevin Costner, Catherine Zeta-Jones, Barbra Streisand, Gerard Butler, Arnold Schwarzenegger, John Cleese e gli ex 007 George Lazenby, Timothy Dalton, Pierce Brosnan e Daniel Craig.. L'amico di lunga data Michael Caine lo ha definito "una grande star, un attore brillante e un amico meraviglioso". Gli attuali produttori della saga di James Bond Michael G. Wilson e Barbara Broccoli hanno dichiarato: "Ha rivoluzionato il mondo con la sua interpretazione cruda e spiritosa dell'agente segreto sexy e carismatico. È senza dubbio in gran parte responsabile del successo della serie di film e gli saremo per sempre grati."

## Vita privata

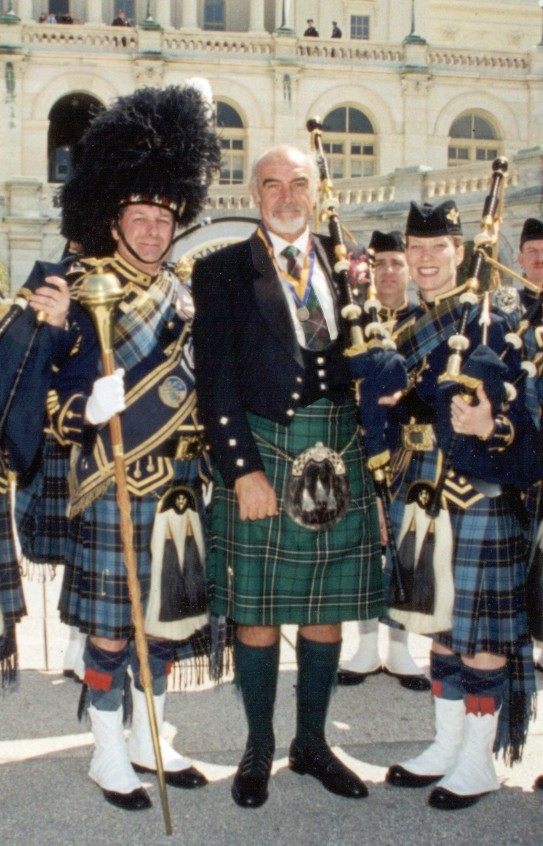
Sean Connery in kilt a Edimburgo nel 2004

Connery fu sempre molto geloso della propria privacy. Si sposò due volte: nel 1962 con l'attrice australiana Diane Cilento, dalla quale ebbe un figlio, Jason, anch'egli diventato attore, che gli ha dato un nipote, Dashiell (1997). Divorziato nel 1973, due anni dopo si risposò con la pittrice francese Micheline Roquebrune, adottandone anche il figlio Stéphane Cosman, che gli ha dato le nipoti Saskia, Natasha e Samara.

### Impegno per l'ambiente
Dal 2011 Sean Connery, vegano, fece parte dell'Advisory Board dell'organizzazione per la protezione della vita marina Sea Shepherd. Nel 2014, insieme all'organizzazione Save the Bays, lottò per la preservazione della zona costiera di Clifton Bay alle Bahamas. Diede il proprio sostegno finanziario al progetto per la protezione del clima di Al Gore.

### Impegno per la Scozia
Connery professò sempre il proprio orgoglio di scozzese e l'amore profondo per il proprio paese, soprattutto quando se ne trovava al di fuori. Sostenne con vigore la campagna per l'indipendenza della Scozia in occasione del referendum del 2014 e diede supporto al Partito Nazionale Scozzese (SNP), sia finanziariamente sia attraverso apparizioni pubbliche. Celebri sono le sue uscite pubbliche in kilt, il classico indumento scozzese, e il tatuaggio sul braccio destro Scotland Forever, che tuttavia non permise mai che si notasse nei suoi film.

## Filmografia

### Attore

#### Cinema
- Le armi del re (Lilacs in the Spring), regia di Herbert Wilcox (1954) – non accreditato
- Club di gangsters (No Road Back), regia di Montgomery Tully (1957)
- I piloti dell'inferno (Hell Drivers), regia di Cy Endfield (1957)
- La grande porta grigia (Time Lock), regia di Gerald Thomas (1957)
- Il bandito dell'Epiro (Action of the Tiger), regia di Terence Young (1957)
- Estasi d'amore (Another Time, Another Place), regia di Lewis Allen (1958)
- Darby O'Gill e il re dei folletti (Darby O'Gill and the Little People), regia di Robert Stevenson (1959)
- Il terrore corre sul fiume (Tarzan's Greatest Adventure), regia di John Guillermin (1959)
- Scotland Yard sezione omicidi (The Frightened City), regia di John Lemont (1961)
- A 077, dalla Francia senza amore (On the Fiddle), regia di Cyril Frankel (1961)
- Il giorno più lungo (The Longest Day), regia di Ken Annakin (1962)
- Agente 007 - Licenza di uccidere (Dr. No), regia di Terence Young (1962)
- A 007, dalla Russia con amore (From Russia with Love), regia di Terence Young (1963)
- La donna di paglia (Woman of Straw), regia di Basil Dearden (1964)
- Marnie, regia di Alfred Hitchcock (1964)
- Agente 007 - Missione Goldfinger (Goldfinger), regia di Guy Hamilton (1964)
- La collina del disonore (The Hill), regia di Sidney Lumet (1965)
- Agente 007 - Thunderball (Operazione tuono) (Thunderball), regia di Terence Young (1965)
- Una splendida canaglia (A Fine Madness), regia di Irvin Kershner (1966)
- Un mondo nuovo (Un monde nouveau), regia di Vittorio De Sica (1966) – non accreditato
- Agente 007 - Si vive solo due volte (You Only Live Twice), regia di Lewis Gilbert (1967)
- Un uomo chiamato Shalako (Shalako), regia di Edward Dmytryk (1968)
- La tenda rossa (Krasnaya palatka), regia di Mikheil Kalatozishvili (1969)
- I cospiratori (The Molly Maguires), regia di Martin Ritt (1970)
- Rapina record a New York (The Anderson Tapes), regia di Sidney Lumet (1971)
- Agente 007 - Una cascata di diamanti (Diamonds Are Forever), regia di Guy Hamilton (1971)
- Riflessi in uno specchio scuro (The Offence), regia di Sidney Lumet (1972)
- Zardoz, regia di John Boorman (1974)
- Ransom: stato di emergenza per un rapimento (Ransom), regia di Casper Wrede (1974)
- Assassinio sull'Orient Express, regia di Sidney Lumet (1974)
- Il vento e il leone (The Wind and the Lion), regia di John Milius (1975)
- L'uomo che volle farsi re (The Man Who Would Be King), regia di John Huston (1975)
- Robin e Marian (Robin and Marian), regia di Richard Lester (1976)
- Il prossimo uomo (The Next Man), regia di Richard C. Sarafian (1976)
- Quell'ultimo ponte (A Bridge Too Far), regia di Richard Attenborough (1977)
- 1855 - La prima grande rapina al treno (The First Great Train Robbery), regia di Michael Crichton (1978)
- Meteor, regia di Ronald Neame (1979)
- Cuba, regia di Richard Lester (1979)
- Atmosfera zero (Outland), regia di Peter Hyams (1981)
- I banditi del tempo (Time Bandits), regia di Terry Gilliam (1981)
- Obiettivo mortale (Wrong Is Right), regia di Richard Brooks (1982)
- Cinque giorni una estate (Five Days One Summer), regia di Fred Zinnemann (1982)
- Mai dire mai (Never Say Never Again), regia di Irvin Kershner (1983)
- Sword of the Valiant - The Legend of Sir Gawain and the Green Knight, regia di Stephen Weeks (1984)
- Highlander - L'ultimo immortale (Highlander), regia di Russell Mulcahy (1986)
- Il nome della rosa, regia di Jean-Jacques Annaud (1986)
- The Untouchables - Gli intoccabili (The Untouchables), regia di Brian De Palma (1987)
- Il presidio - Scena di un crimine (The Presidio), regia di Peter Hyams (1988)
- Alla scoperta di papà (Memories of me), regia di Henry Winkler (1988) – non accreditato
- Indiana Jones e l'ultima crociata (Indiana Jones and the Last Crusade), regia di Steven Spielberg (1989)
- Sono affari di famiglia (Family Business), regia di Sidney Lumet (1989)
- Caccia a Ottobre Rosso (The Hunt for Red October), regia di John McTiernan (1990)
- La casa Russia (The Russia House), regia di Fred Schepisi (1990)
- Highlander II - Il ritorno (Highlander II: The Quickening), regia di Russell Mulcahy (1991)
- Robin Hood - Principe dei ladri (Robin Hood: Prince of Thieves), regia di Kevin Reynolds (1991)
- Mato Grosso (Medicine Man), regia di John McTiernan (1992)
- Sol levante (Rising Sun), regia di Philip Kaufman (1993)
- Alla ricerca dello stregone (A Good Man in Africa), regia di Bruce Beresford (1994)
- La giusta causa (Just Cause), regia di Arne Glimcher (1995)
- Il primo cavaliere (First Knight), regia di Jerry Zucker (1995)
- The Rock, regia di Michael Bay (1996)
- The Avengers - Agenti speciali (The Avengers), regia di Jeremiah S. Chechik (1998)
- Scherzi del cuore (Playing by Heart), regia di Willard Carrol (1998)
- Entrapment, regia di Jon Amiel (1999)
- Scoprendo Forrester (Finding Forrester), regia di Gus Van Sant (2000)
- La leggenda degli uomini straordinari (The League of Extraordinary Gentlemen), regia di Stephen Norrington (2003)

#### Televisione
- Dixon of Dock Green – serie TV, episodio 2x01 (1956)
- Sailor of Fortune – serie TV, 1 episodio (1956)
- The Condemned, di Patrick Alexander – film TV (1956)
- The Jack Benny Program – serie TV, 1 episodio (1957)
- BBC Sunday-Night Theatre – serie TV, 1 episodio (1957)
- ITV Television Playhouse – serie TV, 1 episodio (1957)
- Blood Money, regia di Ralph Nelson – film TV (1957)
- Anna Christie – film TV (1957)
- Women in Love, regia di Julian Amyes e Joan Kemp-Welch – film TV (1958)
- Armchair Theatre – serie TV, 1 episodio (1958)
- Disneyland – serie TV, 1 episodio (1959)
- ITV Play of the Week – serie TV, 5 episodi (1959-1960)
- An Age of Kings – serie TV, 5 episodi (1960)
- Without the Grail – film TV (1960)
- Riders to the Sea, regia di George R. Foa – film TV (1960)
- Macbeth, regia di Paul Almond – film TV (1961)
- Anna Karenina, regia di Rudolph Cartier – film TV (1961)
- Adventure Story, regia di Basil Dearden – film TV (1961)
- ITV Saturday Night Theatre – serie TV, 1 episodio (1969)
- Male of the Species, regia di Charles Jarrott – film TV (1969)

### Documentari
- España campo de golf, regia di Raúl Peña (1972)
- The Dream Factory, regia di Michael Negrin (1975)
- Sean Connery's Edinburgh, regia di Sean Connery (1981)
- La rosa dei nomi, regia di Francesco Conversano e Nene Grignaffini (1987)
- 30 Years of James Bond, regia di Lorna Dickinson e Alasdair Macmillan (1992)
- Sean Connery Close Up, regia di Louise Krakower e Michael Tobias (1997)
- Sean Connery: An Intimate Portrait, regia di Louise Krakower e Michael Tobias (2002)
- Indiana Jones: Making the Trilogy, regia di Laurent Bouzereau (2003)
- Freedom: A History of Us – serie TV, 1 episodio (2003)
- Modern Greeks: C.P. Cavafy, regia di Demetres Anagnostopoulos - voce narrante (2007)
- Franco Cristaldi e il suo cinema Paradiso, regia di Massimo Spano (2009)
- Close Up, regia di Tiziano Sossi (2012)
- Ever to Excel, regia di Murray Grigor - voce narrante (2012)

### Doppiatore
- G'olé!, regia di Tom Clegg (1982)
- Dragonheart, regia di Rob Cohen (1996)
- Dalla Russia con amore (James Bond 007: From Russia with Love) – videogioco (2005) – James Bond
- Sir Billi, regia di Sascha Hartmann (2012)

### Produttore
- The Bowler and the Bunnet, regia di Sean Connery - documentario televisivo (1967)
- Mato Grosso (Medicine Man), regia di John McTiernan (1992)
- Sol levante (Rising Sun), regia di Philip Kaufman (1993)
- La giusta causa (Just Cause), regia di Arne Glimcher (1995)
- The Rock, regia di Michael Bay (1996)
- Art (lavoro teatrale), regia di Matthew Warchus (1998)
- Entrapment, regia di Jon Amiel (1999)
- Scoprendo Forrester (Finding Forrester), regia di Gus Van Sant (2000)
- La leggenda degli uomini straordinari (The League of Extraordinary Gentlemen), regia di Stephen Norrington (2003)
- Sir Billi, regia di Sascha Hartmann (2012)

### Regista
- The Bowler and the Bunnet – documentario TV (1967)
- I've Seen You Cut Lemons – spettacolo teatrale (1969)
- Sean Connery's Edinburgh – documentario TV (1981)

## Teatro

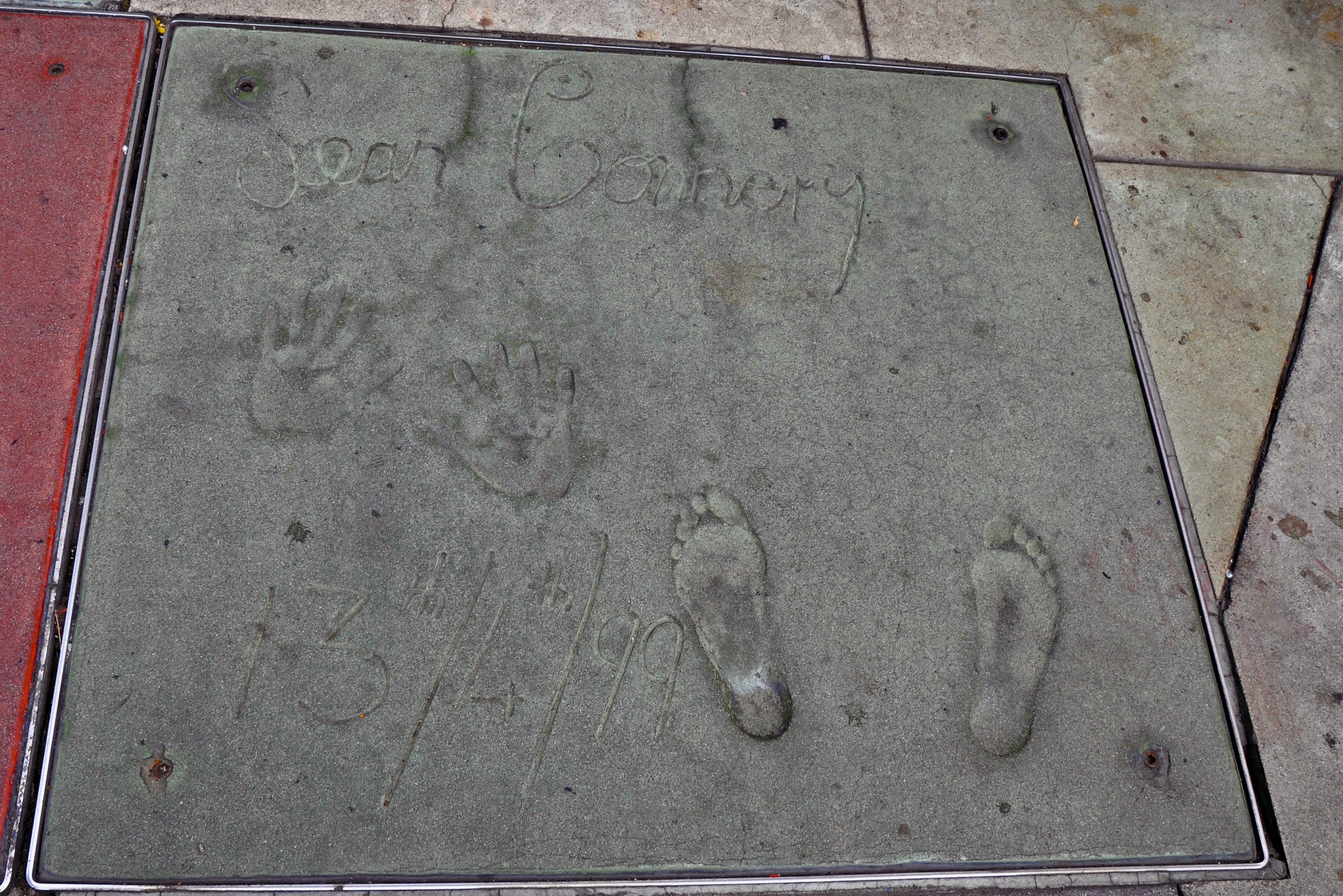
Impronte di Sean Connery al Grauman's Chinese Theatre

- Sixty Glorious Years, regia di Robert Nesbitt (1953)
- South Pacific, regia di Joshua Logan (1953)
- Witness for the Prosecution, regia di Robert Henderson (1955)
- Point of Departure, regia di Frederick Farley (1955)
- A Witch in Time, regia di Robert Henderson (1955)
- The Good Sailor, regia di Frith Banbury (1956)
- The Bacchae (Le Baccanti), regia di Minos Volanakis (1959)
- The Sea Shell, regia di Henry Kaplan (1959)
- Anna Christie, regia di Douglas Seale (1960)
- Naked (Vestire gli ignudi), regia di Minos Volanakis (1960)
- Judith, regia di Christopher Fry (1962)

## Discografia
- Pretty Irish Girl, di Oliver Wallace e Lawrence Edward Watkin (1959) - dal film Darby O'Gill e il re dei folletti
- Ballamaquilty's Band, motivo tradizionale (1959) - dal film Darby O'Gill e il re dei folletti
- Peter and the Wolf (Pierino e il lupo), di Sergej Sergeevič Prokof'ev (1966) - voce narrante

## Riconoscimenti
- Premi Oscar
  - 1988 – Miglior attore non protagonista per The Untouchables - Gli intoccabili
- Golden Globe
  - 1972 – Henrietta Award maschile (ex aequo con Charles Bronson)
  - 1988 – Miglior attore non protagonista per The Untouchables - Gli intoccabili
  - 1996 – Cecil B. DeMille Award alla carriera
- British Academy of Film and Television Arts
  - 1988 – Miglior attore protagonista per Il nome della rosa
  - 1998 – Academy fellowship
- Satellite Awards
  - 2001 – Miglior attore protagonista per Scoprendo Forrester
- Tony Award
  - 1998 – Miglior attore per Art
- Bambi Awards
  - 1985 – Premio film internazionali
- Blockbuster Entertainment Awards
  - 1997 – Attore non protagonista preferito in un film d'azione o avventura per The Rock
- Christopher Award
  - 2001 – Miglior film per Scoprendo Forrester
- Deutscher Filmpreis
  - 1987 – Miglior attore protagonista per Il nome della rosa
- European Film Awards
  - 1999 – Premio al miglior attore europeo per Entrapment
  - 2005 – Premio alla carriera
- Directors Guild of America Award
  - 1987 – D.W. Griffith Awards al miglior attore non protagonista per The Untouchables – Gli intoccabili
- Jupiter Award
  - 1986 – Miglior attore internazionale per Il nome della rosa
  - 1989 – Miglior attore internazionale per Indiana Jones e l'ultima crociata
- Kansas City Film Critics Circle Awards
  - 1987 – Miglior attore non protagonista per The Untouchables – Gli intoccabili
- Laurel Awards
  - 1964 – Miglior attore debuttante
  - 1965 – Alloro d'oro per interpretazione in film d'azione per Agente 007 – Missione Goldfinger
  - 1966 – Alloro d'oro per interpretazione in film d'azione per Operazione tuono
- London Critics Circle Film Awards
  - 1988 – Attore dell'anno per The Untouchables – Gli intoccabili
- MTV Movie Awards
  - 1997 – Miglior coppia cinematografica per The Rock (con Nicolas Cage)
- National Board of Review Award
  - 1987 – Miglior attore non protagonista per The Untouchables – Gli intoccabili
  - 1993 – Premio alla carriera
- Online Film & Television Association Awards
  - 1997 – Migliore doppiatore per Dragonheart
- Variety Club of Great Britain
  - 1965 – Cuore d'Argento per il miglior attore dell'anno
  - 1989 – Cuore d'Argento per il miglior attore dell'anno
- Altri premi alla carriera
  - American Cinematheque Gala Tribute – 1992
  - American Film Institute – 2006
  - BBC Scotland – Uomo dell'anno – 1991
  - CinEuphoria Awards – 2011
  - Premio David di Donatello – David speciale alla carriera – 1977
  - Festival internazionale del film di Roma – Marc'Aurelio d'oro alla carriera – 2006
  - Film Society of Lincoln Center – 1997
  - Gran Premio Internazionale dello Spettacolo (Telegatto) – 2002
  - Hasty Pudding Theatricals – 1984
  - Karlovy Vary International Film Festival – 2002
  - Kennedy Center Honors – 1999
  - Palm Springs International Film Festival – 2001
  - Royal Scottish Academy of Music and Drama – Fellowship – (1984)
  - Saturn Award (Golden Scroll) – Lifetime Achievement – 1995
  - ShoWest Convention – 1982 (Premio speciale Star mondiale dell'anno) e 1999 (Premio alla carriera)

### Riconoscimenti accademici
- Laurea honoris causa in lettere, Heriot-Watt University di Edimburgo (1981)
- Laurea honoris causa in lettere, Università di St. Andrews (1990)

### Altri riconoscimenti
- Uomo dell'anno, Università di Harvard (1984)
- Kennedy Center Honors (1999)

## Doppiatori italiani
Nelle versioni in italiano delle opere in cui ha recitato, Sean Connery è stato doppiato da:
- Pino Locchi in Agente 007 - Licenza di uccidere, A 007, dalla Russia con amore, La donna di paglia, Marnie, Agente 007 - Missione Goldfinger, La collina del disonore, Agente 007 - Thunderball (Operazione tuono), Una splendida canaglia, Agente 007 - Si vive solo due volte, Un uomo chiamato Shalako, Rapina record a New York, Agente 007 - Una cascata di diamanti, Riflessi in uno specchio scuro, Ransom: stato di emergenza per un rapimento, Assassinio sull'Orient Express, Quell'ultimo ponte, 1855 - La prima grande rapina al treno, Meteor, Atmosfera zero, I banditi del tempo, Mai dire mai, Highlander - L'ultimo immortale, Il nome della rosa, The Untouchables - Gli intoccabili, Il presidio - Scena di un crimine, Indiana Jones e l'ultima crociata, Sono affari di famiglia, Caccia a Ottobre Rosso, La casa Russia, Highlander II - Il ritorno, Mato Grosso, Sol Levante, Alla ricerca dello stregone
- Giancarlo Maestri ne Il vento e il leone, L'uomo che volle farsi re, Robin e Marian, Il prossimo uomo, Obiettivo mortale
- Luciano De Ambrosis ne Il primo cavaliere, Scherzi del cuore, Entrapment, Scoprendo Forrester, Robin Hood - Principe dei ladri (ridoppiaggio)
- Sergio Rossi ne I cospiratori, The Rock
- Adalberto Maria Merli in Zardoz, La leggenda degli uomini straordinari
- Riccardo Mantoni ne Il bandito dell'Epiro
- Romano Malaspina in Estasi d'amore
- Massimo Rinaldi in Darby O'Gill e il re dei folletti
- Renato Turi ne Il terrore corre sul fiume
- Nino Bonanni ne Il giorno più lungo
- Carlo D'Angelo in La tenda rossa
- Bruno Alessandro in Cuba
- Gianni Musy in Cinque giorni una estate
- Natale Ciravolo in Alla scoperta di papà
- Mario Bombardieri in Robin Hood - Principe dei ladri
- Osvaldo Ruggieri ne La giusta causa
- Glauco Onorato in The Avengers - Agenti speciali

Da doppiatore è sostituito da:
- Giuseppe Albertini in G'olé!
- Gigi Proietti in Dragonheart